# Partito Comunista Bulgaro
Il Partito Comunista Bulgaro (in bulgaro Българска комунистическа партия, БКП?, Bălgarska komunističeska partija, BKP) è stato un partito politico bulgaro di ispirazione marxista-leninista, aderente all'Internazionale Comunista, che governò la Repubblica Popolare di Bulgaria dal 1946 al 1990.

## Storia

### Tensioni tra i socialdemocratici
Le basi dell'organizzazione del movimento socialista e socialdemocratico bulgaro furono poste il 20 luglio 1891 al Congresso di Buzludža, durante il quale fu istituito il Partito Socialdemocratico Bulgaro (in bulgaro Българска социалдемократическа партия?, Bǎlgarska socialdemokratičeska partija). Nel 1894 si unì all'Unione Socialdemocratica Bulgara (BSSDP) per fondare il Partito Socialdemocratico dei Lavoratori Bulgari (in bulgaro Българска работническа социалдемократическа партия?, Bǎlgarska rabotničeska socialdemokratičeska partija, BRSDP).
Nel 1903, il partito fu diviso ideologicamente tra i "socialisti stretti" (tesniki) dell'ex BSSDP, ed i "socialisti larghi" (siroki) del BRSDP. La fazione degli stretti era guidata da Dimităr Blagoev ed era vicina agli ideali del marxismo, contraria al revisionismo e al millerandismo, e favorevole al centralismo e ad una rigida disciplina. I socialisti larghi di Janko Sakasov erano invece riformisti e con concezioni più liberali rispetto alla teoria, alla tattica e all'organizzazione.
Il BRSDP si scisse nello stesso anno nel partito BRSDP (tesniki) e BRSDP (široki). I partiti crearono le proprie organizzazioni sindacali, giovanili, cooperative e femminili, mentre la tensione tra le due fazioni diventò sempre più aspra e ostacolò la raccolta del consenso tra le masse popolari e la loro lotta politica. Raramente i due partiti si organizzarono per azioni comuni.
Dopo la scissione, la fazione dei tesniki si rafforzò, concentrandosi esclusivamente sull'attività tra le file della classe operaia e portando avanti azioni in maniera indipendente. GIi široki invece si rivolsero anche ad altre classi lavoratrici (impiegati, artigiani, contadini) e ampliarono così la portata del loro elettorato, ottenendo quindi un'influenza maggiore. Inoltre, gli široki accettarono coalizioni con altri partiti per mantenere la propria rappresentanza parlamentare e accolsero tra i loro membri gli esclusi dai tesniki, dagli anarcoliberali e dai progressisti. Il BRSDP(š) divenne nel 1909 il BRSDP(o) dove la "o" indicava obedenina (unificato).
A partire dal 1912, il BRSDP(t) ebbe posizioni pacifiste e contrarie alla partecipazione del Regno di Bulgaria ai conflitti internazionali. Durante la prima guerra mondiale, i tesniki votano contro i crediti di guerra e aderiscono alla sinistra del movimento di Zimmerwald nel 1916. Consideravano come termine della guerra la vittoria della rivoluzione sociale nei paesi sviluppati e la creazione di una federazione balcanica.
Al contrario, il BRSDP(o) difese la politica del governo durante le guerre balcaniche (1912-1913) e fu favorevole ai crediti di guerra per l'entrata del Regno nel primo conflitto mondiale. A livello internazionale, non criticò l'Internazionale socialista e i grandi partiti socialdemocratici e non prese parte al movimento di Zimmerwald.
Dopo la Rivoluzione d'ottobre del 1917, il sostegno al bolscevismo e alla neonata Repubblica Sovietica costituì un ulteriore punto di divisione tra le forze di sinistra e di destra all'interno del BRSDP(o), mentre i tesniki acclamarono la rivoluzione socialista dei bolscevichi e posero subito la difesa del nuovo stato sovietico come uno dei compiti più importanti.

### Nascita e primi anni
Nel maggio 1919, al XXII congresso dei tesniki a Sofia, il partito cambiò nome in "Partito Comunista Bulgaro (tesniki)" e accolse nel suo programma gli ideali di Lenin e del Partito Comunista Russo (bolscevico), aderendo successivamente anche all'Internazionale Comunista. Tuttavia, il fatto che il PCB abbia mantenuto il nome di "tesniki" indicò la forte influenza interna di Blagoev e dei vecchi leader della socialdemocrazia bulgara.
Alle elezioni dell'agosto 1919, il PCB(t) ricevette 118 000 preferenze e 47 seggi nell'Assemblea nazionale, ma si rifiuto di formare una coalizione con l'Unione Nazionale Agraria Bulgara (BZNS), all'epoca il principale partito bulgaro al governo con il premier Aleksandăr Stambolijski. Successivamente, il leader del BRSDP(o) Sakasov divenne ministro del lavoro e introdusse la giornata lavorativa di otto ore. Alle elezioni locali di dicembre, il partito comunista ottenne 140 000 voti e circa 2 500 seggi nei consigli comunali, con una maggioranza in 22 comuni urbani e 65 comuni rurali. Nelle elezioni parlamentari del marzo 1920, il partito ebbe il suo più grande successo elettorale prima della nascita del regime.
Dopo le dimissioni del governo nel 1919, il BRSDP(o) subì una grave crisi e la fazione interna di sinistra passò al PCB(t) e intere organizzazioni sindacali si unirono ai sindacati comunisti. Alle elezioni parlamentari del 1920 il BRSDP(o) ottiene solo 8 seggi, mentre le tensioni con i comunisti si accentuarono.
Intanto, la crescita del Partito Comunista si opponeva sia ai tradizionali partiti borghesi che alla dominante Unione Nazionale Agraria. Le relazioni con la BZNS peggiorarono in seguito allo sciopero dei trasporti indetto dal PCB nel 1919-1920 e la sua sconfitta da parte della Guardia arancione dell'Unione. In seguito, anche i comunisti istituirono una propria organizzazione paramilitare per preparare il partito all'opposizione armata. Nel 1922, le relazioni con l'Unione Agraria furono ripristinate in base alle direttive del Comintern per la creazione universale di un fronte del lavoro con i contadini.
Il numero di iscritti al partito comunista incominciò a crescere, passando dai 3 435 nel 1919 a 35 000 nel 1922. Il consenso tra i contadini crebbe ed il congresso del PCB(t) del 1921 varò un programma dedicato al settore agricolo. Nel 1923 il PCB iniziò a perseguire la strategia del fronte unico dei lavoratori, rinunciando all'idea di portare avanti azioni ed iniziative in maniera indipendente.
Allo stesso tempo, il partito entrò in conflitto con il governo della BZNS per l'influenza tra le classi più poveri, sfociando spesso in scontri aperti.
Il PCB e il BZNS si presentarono in una coalizione alle elezioni del novembre 1923 per la XXI Assemblea Nazionale Ordinaria, vincendo rispettivamente 8 e 30 seggi.

### Anni venti e attentati

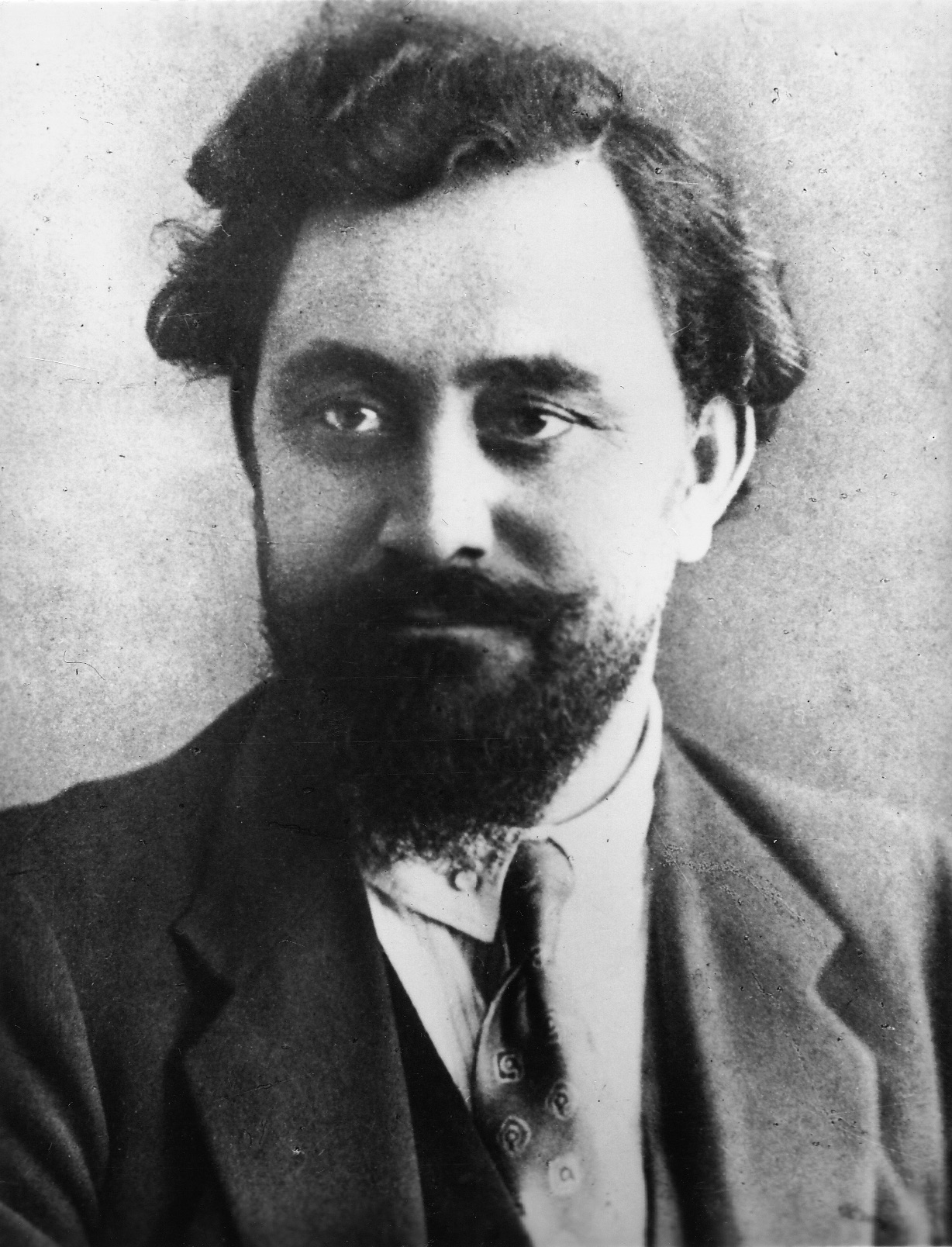
Georgi Dimitrov nel 1923.

Il 9 giugno 1923, un colpo di Stato militare legittimato dallo zar Boris III rovesciò il governo dell'Unione Agraria di Stambolijski e pose al potere Aleksandăr Cankov. Durante il golpe il Partito Comunista mantenne una posizione neutrale e il BZNS non poté ottenere il suo appoggio. All'interno della leadership centrale del PCB, il gruppo dei membri più anziani guidati da Dimitǎr Blagoev e Todor Lukanov ritenevano inappropriato condurre una rivolta armata. Nonostante la posizione della leadership centrale, alcune organizzazioni di partito si unirono alla ribellione spontanea della rivolta di giugno. Più tardi, sotto la pressione del Comintern e delle organizzazioni radicali del partito nel Regno, all'inizio di agosto del 1923 il Comitato Centrale del PCB decise di organizzare una nuova rivolta contro il governo di Cankov cercando il sostegno dell'Unione Agraria. Georgi Dimitrov e Vasil Kolarov furono scelti dal Comintern per prendere il comando nell'insurrezione di settembre del 1923, ma furono sconfitti. In seguito Dimitrov e Kolarov fuggirono verso l'Unione Sovietica attraversando il Regno di Jugoslavia, mentre il governo bulgaro attuò una massiccia repressione contro il PCB e il BZNS. Dopo la sconfitta, il Partito Comunista subì pesanti perdite tra i quadri e venne messa al bando nell'aprile 1924 assieme ai sindacati, ma cominciò in seguito a preparare una nuova rivolta.
L'attività legale del Partito comunista bulgaro fu effettivamente sospesa dalle autorità nel gennaio 1924 e, sulla base della recente legge sulla protezione dello Stato, nell'aprile 1924 la Corte suprema di cassazione fece chiudere il partito e le sue organizzazioni affiliate e nazionalizzò le loro proprietà. Il PCB aveva in quel periodo circa 6 000 membri e fu costretto ad agire in clandestinità.
La messa al bando formale del partito portò al sequestro finale delle sue strutture sopravvissute grazie a organizzazioni parallele. Il divieto fu accompagnato da un'amnistia con la quale furono rilasciati molti attivisti del PCB condannati nei mesi precedenti. Nel maggio 1924, durante la clandestina conferenza di Vitoša, fu eletta una nuova leadership del partito, guidata dal Dipartimento politico di Stanke Dimitrov e da un'organizzazione militare di recente costituzione gestita da Kosta Jankov.
In tale situazione, sorsero disaccordi all'interno della leadership del PCB tra i membri moderati, che cercavano di mantenere le posizioni del partito nell'Assemblea nazionale e nei governi locali, e gli estremisti di sinistra, che volevano continuare a perseguire azioni violente. Il Comitato per gli Esteri del Partito (o Rappresentanza d'oltremare), creato a Vienna e guidato da Georgi Dimitrov, sostenne l'estrema sinistra. Poiché il Comitato centrale nel paese aveva ordinato lo scioglimento del Comitato estero, fu necessario l'intervento del Comintern per stabilire il suo ruolo di leader come rappresentante all'estero del Comitato centrale bulgaro.
Il PCB proseguì i preparativi per una nuova rivolta armata, mentre la Rappresentanza d'oltremare era attiva nel contrabbando di fucili, mitragliatrici e munizioni nel paese. Questa politica militarista è stata attivamente sostenuta da Dimitrov e Kolarov con l'appoggio del presidente del Comitato esecutivo del Comintern Grigorij Zinov'ev, nonostante la leadership sovietica preferì mantenere una posizione più riservata. Ad agosto del 1924, la guardia costiera bulgara sequestrò una nave con armi provenienti da Sebastopoli, RSS Ucraina, e rese impossibili le azioni programmate dai comunisti per l'autunno e sono state rimandate alla primavera successiva.
Nel frattempo, i preparativi per una rivolta armata in Bulgaria stavano perdendo l'appoggio della leadership sovietica, con lo stupore dei quadri del PCB. Di conseguenza, gli altri membri della leadership comunista bulgara, guidati da Kosta Jankov, presero la decisione di attuare un atto terroristico su larga scala a lungo pianificato a lungo.

Nel gennaio 1925, Vasil Kolarov cambiò la sua posizione, seguito ad aprile da Dimitrov (che inizialmente si oppose alla rinuncia all'azione armata), e fu convocato a Mosca dove aderì alla linea dell'URSS. Il 14 aprile, Dimitrov e Kolarov inviarono istruzioni esplicite alla direzione del PCB nel paese con lo scopo di fermare tutte le azioni armate e terroristiche, tranne che per autodifesa. Tuttavia, il 16 aprile, prima dell'arrivo di questi ordini a Sofia, l'organizzazione militare del PCB organizzò compì un grave attentato nella cattedrale di Santa Domenica a Sofia il 16 aprile 1925, provocando 163 morti e circa 240 feriti, tra figure militari e politiche.

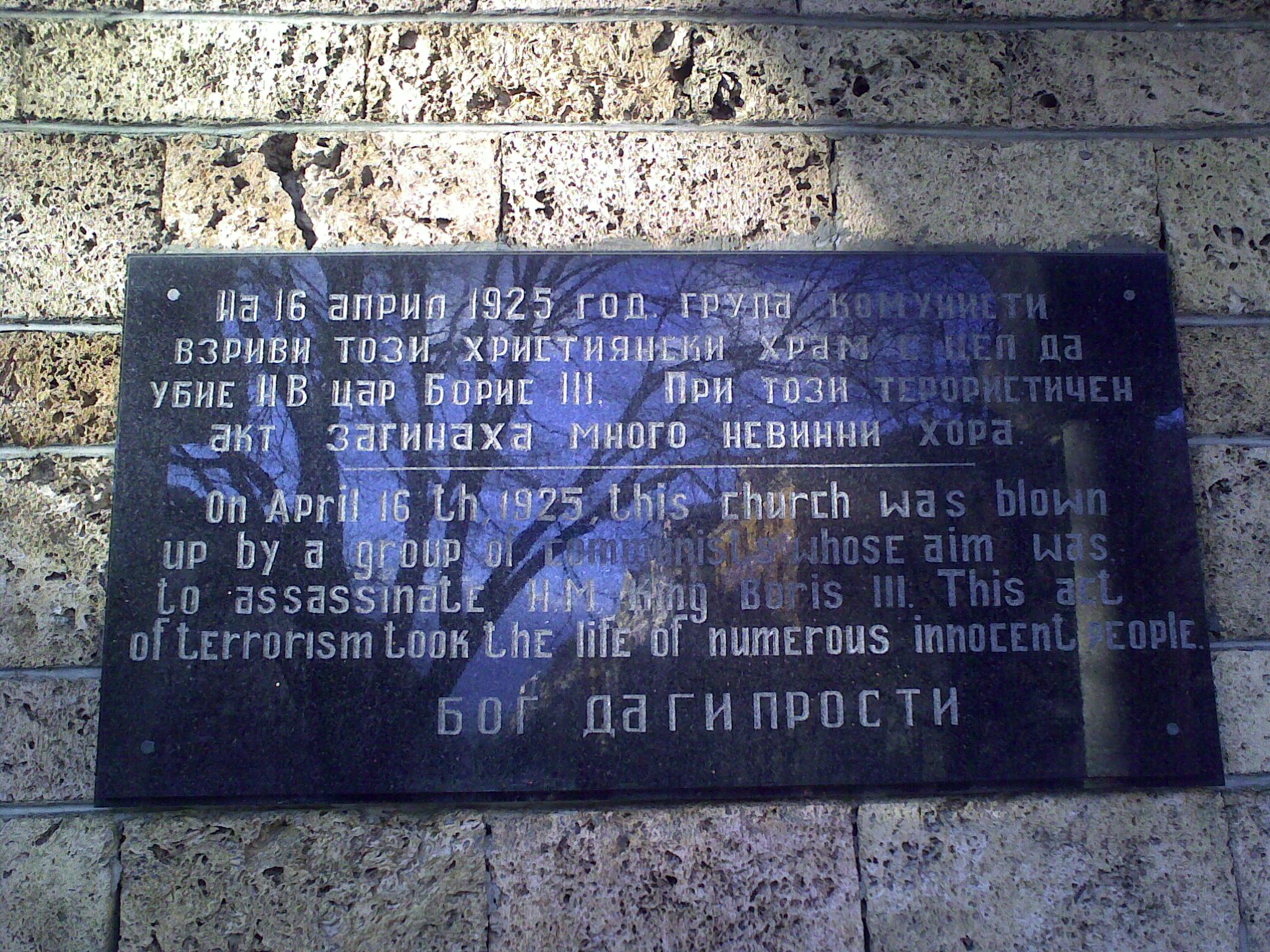
Targa in memoria dell'attentato alla cattedrale di Santa Domenica posta al di fuori dell'edificio.

In risposta al attacco, il governo bulgaro emanò la legge marziale e fu organizzata una cruenta repressione nei confronti dei comunisti e dei membri di sinistra appartenenti alla BZNS. Tra i condannati a morte vi erano il poeta Geo Milev e il giornalista Josif Herbst. Molti quadri del partito furono uccisi, imprigionati o costretti a emigrare.
La decimazione all'interno del Partito comunista bulgaro portò il suo Comitato centrale a trasferirsi a Vienna, mantenendo in Bulgaria soltanto l'ufficio esecutivo. Nei mesi seguenti, nacquero forti conflitti nella leadership del partito, con Dimitrov e Kolarov accusati di "settarismo di sinistra" e tradimento per i fallimenti dell'insurrezione di settembre e dell'attentato della Santa Domenica. L'ufficio esecutivo cercò persino cercato di rimuovere Georgi Dimitrov e Stanke Dimitrov dal Comitato centrale, ma dopo una consultazione di quattro mesi fu stabilito che non aveva il diritto di rimuovere dei funzionari nominati dal Comintern.
All'inizio del 1926, il primo ministro Aleksandr Cankov fu sostituito dal più moderato Andrej Ljapčev. Poco dopo fu annunciata l'amnistia per oltre 1 000 prigionieri politici, compresi i comunisti, alcuni dei quali erano di ritorno dall'Unione Sovietica. Questi eventi crearono le condizioni ideali per la ripresa delle attività legali del Partito Comunista. Alla Conferenza dei gruppi di lavoratori senza partito del 1927, fu creato un "Partito dei lavoratori" (in bulgaro Работническа партия?, Rabotničeska partija) con il Rabotničesko delo come giornale, in modo tale da avere una prima manifestazione legale del PCB. Furono fondati anche il Sindacato dei lavoratori indipendenti e la Lega giovanile degli operai (RMS).
Alla seconda conferenza del Partito Comunista Bulgaro del 1928, un gruppo di giovani attivisti guidati da Petar Iskrov e Nikola Kofardžev criticò fortemente i leader di partito Dimitrov e Kolarov considerati come "opportunisti di destra" e, sebbene la maggioranza dei delegati non lo appoggiasse, riuscì a riportare il Comitato Centrale in Bulgaria. Il conflitto tra i due schieramenti continuò con una serie di relazioni reciproche di fronte al Comintern che, nell'estate del 1929, cercò di fare da mediatore e di trovare un compromesso.

### Anni trenta
All'inizio degli anni trenta il movimento comunista riuscì a raggiungere rapidamente i consensi e l'influenza avuta durante il primo dopoguerra. Il RP aveva 30 000 iscritti e alle elezioni parlamentari del 1931 ottenne 170 000 voti e 31 seggi, mentre alle comunali del 1932 ottenne 230 000 preferenze ed il governo del comune di Sofia, ma quest'ultime elezioni furono dichiarate nulle.
Nel 1933 Georgi Dimitrov venne eletto segretario generale del Comitato esecutivo del Comintern. Tuttavia, gli aspri dissensi all'interno del partito e le grandi purghe staliniane in Unione Sovietica, che colpirono anche gli emigrati bulgari, provocarono una crisi interna tra i comunisti. Nello stesso anno, Dimitrov divenne popolare all'interno del movimento comunista internazionale durante la difesa al processo di Lipsia, durante i quali numerosi comunisti furono condannati a morte ingiustamente per l'incendio del Reichstag.
Il 19 maggio 1934 avvenne un nuovo colpo di Stato perpetrato dal circolo di destra Zveno che depose il governo del Blocco popolare del BZNS favorendo l'ascesa di Kimon Georgiev, partecipante al golpe del 1923. Il Partito comunista bulgaro richiese uno sciopero generale e una rivolta, ma non furono effettuati. Intanto, il governo attuò politiche simile a quelle del regime fascista in Italia assieme ad una campagna di repressione anticomunista: più di 500 comunisti ricevettero pene severe, tra cui la pena di morte, e un gran numero è stato costretto a fuggire dal paese. Con l'appoggio del Comintern e in clandestinità, il Partito Comunista Bulgaro cercò di unire le forze democratiche e antifasciste presenti nel Regno, riuscendo ad allearsi con i socialdemocratici e con la sinistra dell'Unione Agraria.
Approfittando della popolarità all'interno dell'Internazionale Comunista, Dimitrov e Kolarov organizzarono una purga nella leadership del PCB, ancora sotto il controllo dei loro avversari interni. In una serie di riunioni plenarie tra il 1935 e il 1936, i due furono accusati dal Comitato centrale di settarismo e trotskismo, e diverse centinaia di sostenitori situati in Unione Sovietica furono richiamati e posti sotto processo.
Nel 1935 il Comintern inviò nel Regno Bulgaro furono inviati tre funzionari affiliati al Commissariato del popolo per gli affari interni dell'URSS: Georgi Damjanov, Stanke Dimitrov e Trajčo Kostov. I tre riuscirono a controllare l'organizzazione del partito nel paese, rimuovendo gli oppositori di Georgi Dimitrov ed imponendo al sesto plenum del Comitato Centrale del PCB la nuova linea di cooperazione antifascista con organizzazioni non comuniste avviata da Dimitrov e annunciata in precedenza al VII Congresso del Comintern.
Nel 1938, con decisione del Comitato Centrale, il Partito Comunista Bulgaro clandestino e il Partito dei lavoratori legale unirono le loro attività nel nuovo Partito dei Lavoratori Bulgari.

### Seconda guerra mondiale
Tra il 1936 e il 1940, il partito organizzò numerosi scioperi di varia scala. Nel 1940, guidò l'operazione Sobolev (dal nome del diplomatico sovietico Arkadij Sobolev) nel tentativo di ottenere l'accettazione della proposta dell'URSS da parte della Bulgaria per un trattato di amicizia e mutua assistenza. Tuttavia, il governo filo-tedesco di Bogdan Filov strinse ugualmente un'alleanza con la Germania nazista: il 1º marzo 1941 il Regno di Bulgaria aderì al Patto tripartito e consentì l'entrata delle truppe tedesche.

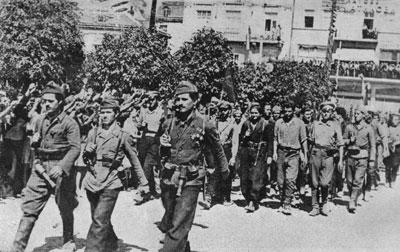
L'ingresso dei partigiani comunisti a Plovdiv.

Dopo l'invasione nazista dell'Unione Sovietica avviata nel giugno 1941 con l'operazione barbarossa, i comunisti invitarono il popolo bulgaro a non cooperare con il governo e le truppe tedesche. Il 24 giugno, il partito annunciò l'inizio di una lotta armata ed iniziò ad organizzare il movimento partigiano, del quale divenne la forza principale. Il Partito dei Lavoratori guidò le attività dei gruppi terroristici e di guerriglia in Bulgaria, pubblicando anche giornali e opuscoli illegali per incitare la resistenza. Contribuì inoltre all'organizzazione del Fronte della Patria (in bulgaro Отечествен фронт?, Otečestven front) e come suo membro annunciò il ritiro della Bulgaria dal Patto tripartito e l'adesione alla coalizione antinazista. Al FP si unirono anche la sinistra del BRSDP, l'Unione agraria di Stamboliskij e il gruppo nazionalista Zveno.
Il 26 agosto 1944, entusiasta della riuscita offensiva dell'Armata Rossa nei Balcani, la leadership del Partito dei Lavoratori invitò tutti i suoi attivisti a preparare una rivolta armata per rovesciare il governo. Dopo che l'URSS dichiarò guerra al Regno di Bulgaria il 5 settembre, il 6 settembre formazioni partigiane e gruppi di battaglia iniziarono ad occupare diversi insediamenti nel paese. Il 7 settembre furono fatte irruzione nelle prigioni di Pleven e Varna e furono liberati i prigionieri politici. L'8 settembre, Muraviev dichiarò guerra alla Germania nazista. La mattina presto del 9 settembre 1944, fu effettuato un colpo di Stato che destituì il governo di Konstantin Muraviev e affidò il potere a Kimon Georgiev dello Zveno in nome del Fronte patriottico, firmatario di un armistizio con i Sovietici. Dopo il 9 settembre, il Partito dei lavoratori e le sue organizzazioni tornarono ad essere legali. Anche la BRSDP si riorganizzò dopo la liberazione del paese, ma sorsero nuovamente divisioni interne.

Simbolo del Fronte Patriottico.

Il nuovo governo di Kimon Georgiev aveva il sostegno del Partito dei Lavoratori (comunisti), dell'Unione agraria e dello Zveno, tutti e tre partecipanti con un numero uguale di ministri. Il potere locale nel paese fu assunto dai comitati del Fronte, dominati dai comunisti e dagli agricoltori di sinistra. Il 6 ottobre 1944, il governo approvò una legge d'ordinanza per un processo da parte di un tribunale popolare contro i responsabili del coinvolgimento del Regno di Bulgaria nella guerra. Il 20 dicembre 1944 fu adottata una legge sull'ordinanza sui dormitori educativi e del lavoro per le persone politicamente pericolose. I processi di massa portarono alla condanna a morte di 100 ufficiali tra 2 730 giustiziati a seguito di una purga dell'esercito di ritorno dal fronte.
Gli attivisti del BRP, per lo più ex partigiani, ottennero alti incarichi militari durante la partecipazione della Bulgaria alla seconda guerra mondiale contro la Germania di Hitler. Dopo la fine dei processi al Tribunale del popolo nell'aprile 1945, furono creati numerosi campi di lavoro sul territorio del paese e avvenne la liquidazione di un gran numero di oppositori politici.
Nell'estate del 1945, il governo organizzò le elezioni parlamentari che videro la vittoria dei comunisti. Il 4 novembre dello stesso anno, Georgi Dimitrov fece ritorno in Bulgaria dopo ventidue anni di esilio e fu nominato primo ministro.
Nel 1945 si tenne un plenum allargato del Partito dei lavoratori, dove furono stabiliti il nuovo programma del partito e lo status sociale di 94 su un totale di 120 membri dei comitati regionali: 38 lavoratori (inclusi operai e manifatturieri), 50 intellettuali (tra cui studenti, 13 insegnanti, 2 ingegneri, 3 ragionieri, 3 avvocati, 1 medico e 1 tecnico), 3 piccoli proprietari (tra gli agricoltori) e 3 artigiani. In termini di esperienza di partito, 38 persone avevano avuto 11-15 anni di attività interna, seguite da 21 con 6-10 anni, 16 con 21-25 anni. 6 persone avevano avuto tra 16 e i 20 anni di esperienza, 10 da 1 a 5 anni e 3 persone avevano il maggior numero di anni di militanza nel partito (da 26 a 30 anni).
Intanto, l'area di destra del BRSDP si separò e passò all'opposizione ripristinando il nome BRSDP(o), mentre la fazione rimanente si avvicinò sempre di più alle idee dei comunisti.

### Regime socialista

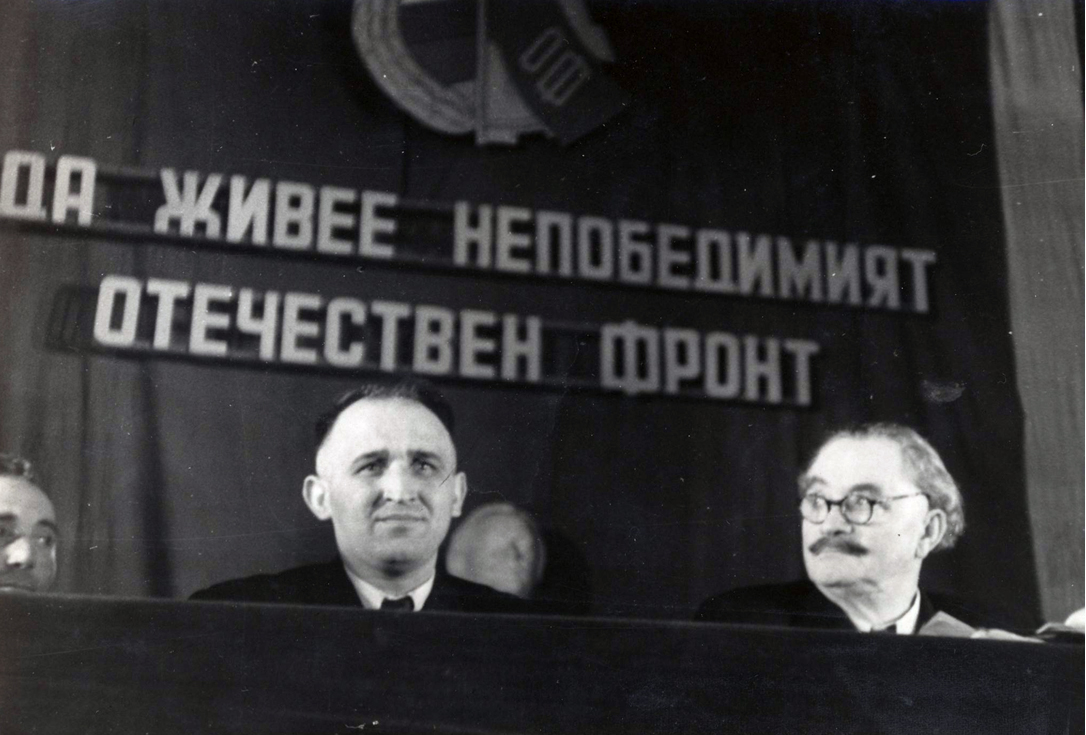
Žikov e Dimitrov ad un congresso del Fronte Patriottico, 1946.

Nel 1946 il Fronte Patriottico indisse un plebiscito sul sistema statale della Bulgaria e oltre il 92,7% dei votanti furono favorevoli all'abolizione della monarchia e poco dopo, si tennero le elezioni per la Grande Assemblea Nazionale (in bulgaro Велико народно събрание?, Veliko narodno sǎbranie, BNS), vinte con una grande maggioranza dal FP. Successivamente fu creato un nuovo governo a maggioranza comunista e nuovamente con primo ministro Georgi Dimitrov, sancendo la nascita della Repubblica Popolare di Bulgaria. Nel 1947 la BNS abrogò la Costituzione di Tărnovo e promulgò un nuovo testo repubblicano, noto come Costituzione di Dimitrov. Nello stesso anno, la Bulgaria entrò a far parte del Cominform.
Con l'aiuto del governo sovietico, i comunisti istituirono le fondamenta di un regime totalitario, accentrando nelle loro mani i poteri statali e perseguitando gli oppositori politici tramite una nuova legge sulla protezione dello stato bulgaro. Il BRSDP(o) divenne illegale e i suoi membri furono repressi o costretti all'esilio, mentre il BRSDP di sinistra si fuse con il Partito dei Lavoratori in nome del marxismo-leninismo. Gli unici partiti legali furono il Partito dei Lavoratori e l'Unione Agraria della Bulgaria che, sotto la guida di Georgi Trajkov, accettò il programma comunista e abbandonò le idee di Aleksandǎr Stambolijski.
Nel dicembre 1948, durante il V congresso dei comunisti furono poste le linee guida per l'edificazione del socialismo in Bulgaria e fu adottato il nome ufficiale di Partito Comunista Bulgaro. Georgi Dimitrov ne divenne il Segretario generale.
In seguito al conflitto sovietico-jugoslavo, il PCB iniziò una serie di epurazioni di massa tra i suoi membri per eliminare coloro che erano sospettati di simpatizzare con la politica della Lega dei Comunisti di Jugoslavia.
Dopo la morte di Georgi Dimitrov nel luglio 1949, i principali contendenti per la segreteria furono Vasil Kolarov, Vǎlko Červenkov, Anton Jugov e Georgi Čankov. Alla fine fu stabilito che la direzione del partito avrebbe operato sotto la guida diretta di Iosif Stalin, mentre Červenkov, cognato di Dimitrov, fu eletto Segretario del Comitato Centrale. Nel 1949 ebbe luogo una nuova serie di purghe: tra luglio e la metà di settembre, oltre 11 000 persone furono espulse dal PCB. Tra le vittime dell'epurazione vi era Trajčo Kostov: principale artefice della repressione contro l'opposizione, fu condannato a morte per impiccagione dopo un processo politico nel quale fu accusato di tradimento e di collaborazionismo con Josip Broz Tito.
Nel 1949 si tennero le prime elezioni parlamentari senza l'opposizione, con una vittoria schiacciante del Fronte patriottico ed in particolare del Partito Comunista Bulgaro. Nello stesso anno, la Bulgaria aderì al Consiglio di mutua assistenza economica come membro fondatore e divenne uno dei Paesi socialisti più fedeli all'Unione Sovietica.
Červenkov applicò ed introdusse politiche sulla base del modello stalinista, come la rapida industrializzazione, la collettivizzazione dell'agricoltura, il rinvigorimento del sistema di sicurezza interno e l'allontanamento dei Paesi esterni al Blocco orientale.
Nel 1954 Todor Živkov fu eletto Segretario generale del Comitato Centrale e Červenkov accettò il concetto di leadership collettiva già adottato dal PCUS dopo la morte di Stalin. In seguito al processo di destalinizzazione da parte del leader sovietico Nikita Chruščëv, i l Valko Červenkov fu espulso dal partito con l'accusa di stalinismo e abuso di potere, mentre Kostov fu riabilitato.
La linea di Živkov fu meno repressiva e autoritaria rispetto a quella di Červenkov: la collettivizzazione forzata fu interrotta e la chiesa iniziò ad essere tollerata. La Repubblica Popolare Bulgara conobbe un importante sviluppo economico ed industriale, con una disoccupazione ridotta al minimo nonostante l'inefficienza della burocrazia del lavoro, ma gran parte della popolazione non credeva ai dati forniti dal governo e ritenuti esagerati.
Nel 1955 il PCB decise di far aderire il paese al Patto di Varsavia e propose l'ingresso della Bulgaria nell'URSS come nuova repubblica socialista sovietica, proposta in seguito rifiutata. Negli anni sessanta cercò di migliorare le relazioni con l'URSS di Leonid Brežnev, prendendo parte ad eventi come la primavera di Praga o la guerra del Vietnam (tramite istruttori militari).
Nelle aree occidentali del Paese al confine della Jugoslavia, il Partito perseguì una politica di carattere nazionalista a seguito della naturalizzazione da parte della Repubblica Socialista di Macedonia di oltre 250.000 bulgari della regione macedone del Pirin. Nel 1963 un plenum del PCB dichiarò chiusa la questione macedone dopo il fallimento del progetto di creare una Federazione balcanica di carattere socialista.
Nel 1971 fu adottata una nuova costituzione socialista per il Paese.
Per quanto riguarda le minoranze etniche, furono concessi ampi diritti all'autodeterminazione ai gruppi di etnia turca e furono iniziati dei colloqui sull'emigrazione con la Turchia. Tuttavia, dopo una visita a Sofia, l'allora presidente turco Kenan Evren dichiarò la propria volontà di interrompere le trattative e le relazioni tra i due Paesi si fecero tese. Negli anni ottanta, il PCB organizzò il cosiddetto "Processo di rinascita" (in bulgaro Възродителен процес?, Vǎzroditelen proces) per rendere bulgari i nomi propri dei turchi bulgari, dei bulgari-musulmani e dei rom islamici.

### Crisi e scioglimento

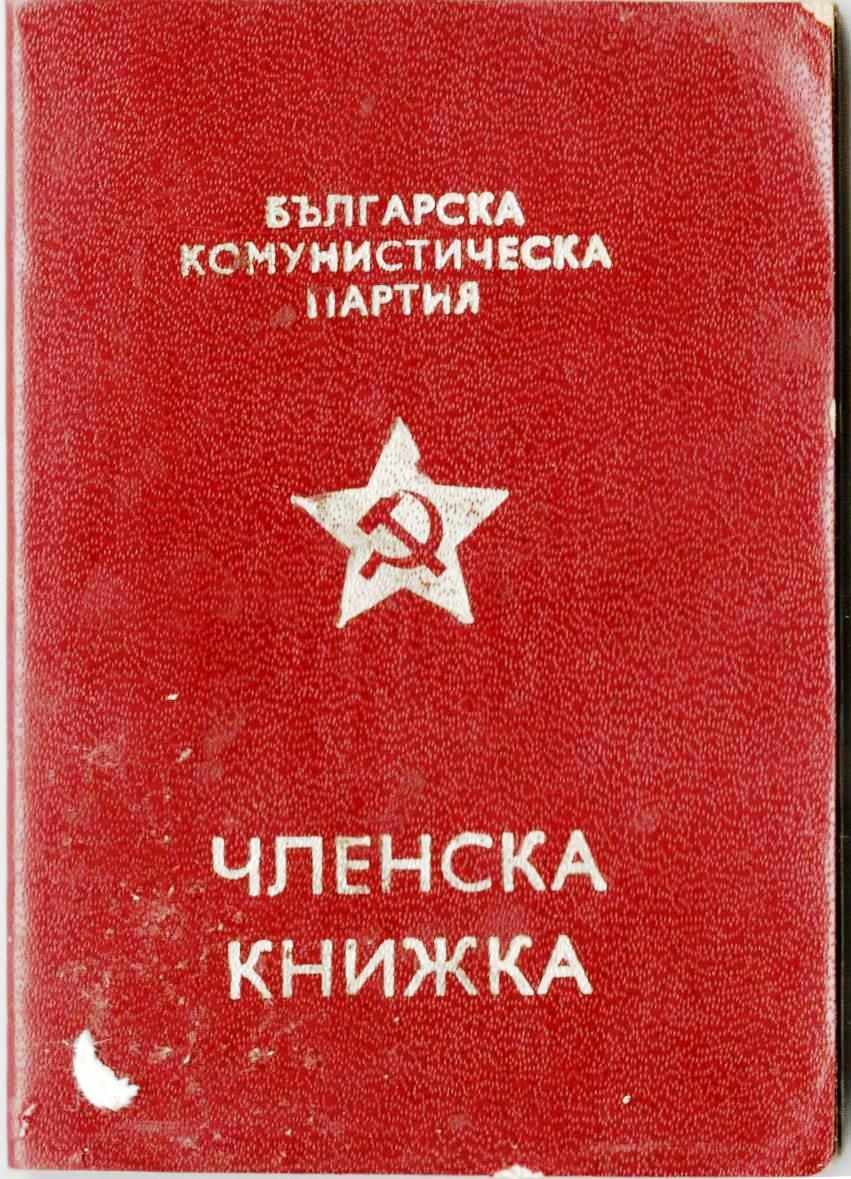
Libretto associativo del PCB, 1980.

Con l'ascesa di Michail Gorbačëv alla segreteria del PCUS, la leadership del Partito Comunista Bulgaro adottò le politiche della glasnost' e della perestrojka che ebbero un forte impatto sulla società bulgara. Il governo iniziò ad essere messo sotto pressione dai un gran numero di dissidenti e partiti di opposizione (precedentemente messi al bando) che ambivano ad un processo di democratizzazione del paese, nonché da una situazione economica stagnante. Nel frattempo, i regimi socialisti dell'Europa orientale venivano messi in crisi dalle rivoluzioni del 1989.
Il 10 novembre 1989, le rivalità interne al partito e la situazione di instabilità generale portarono alle dimissioni di Živkov dalla segreteria del comitato centrale e il potere fu assunto da un gruppo collettivo di ex partigiani (Dimitǎr Stanišev, Jordan Jotov e Dobri Džurov) guidato da Petăr Mladenov. La nuova dirigenza annunciò un percorso di riforme democratiche e aperte allo sviluppo di un'economia di mercato. Nello stesso anno, il Fronte patriottico fu sciolto.
All'inizio del 1990, durante il XIV Congresso straordinario, la leadership del Partito Comunista Bulgaro annunciò un cambiamento dei suoi valori, un rinnovamento nello spirito del pluralismo e della democrazia e l'adozione del socialismo democratico come principale ideologia. Il Congresso adottò il Manifesto per il socialismo democratico e un nuovo statuto. Il Consiglio supremo del Partito Supremo, guidato da Aleksandǎr Lilov, sostituì il Comitato Centrale e fu proposto di cambiare il nome del partito. A seguito di un referendum preliminare interno, fu approvata la rinomina ed il 3 aprile 1990 il Partito Comunista Bulgaro fu ribattezzato Partito Socialista Bulgaro, mentre una minoranza fedele alle posizioni comuniste diede vita al Partito Comunista di Bulgaria (Komunističeska Partija na Bălgarija - Комунистическа Партия на България).
In seguito, le proprietà dell'ex PCB e delle organizzazioni affini furono confiscate per legge dal nuovo governo della Repubblica di Bulgaria.

## Ideologia
Il Partito Comunista Bulgaro si ispirava all'ideologia del marxismo-leninismo e ambiva alla realizzazione di una società comunista senza classi attraverso una dittatura del proletariato, caratterizzata dal centralismo democratico e da un'organizzazione simile a quella sovietica. Gli ideologi di riferimento erano Karl Marx, Friedrich Engels, Lenin e lo stesso Georgi Dimitrov. Inizialmente, il partito si dichiarava come separato dallo stato a causa della presenza del Fronte Patriottico, ma la Costituzione di Živkov del 1971 rese il PCB la forza trainante della società e dello stato socialista bulgaro. Il PCB era favorevole allo statalismo e nel periodo di Dimitrov dialogò con la Lega dei Comunisti di Jugoslavia e il Partito Comunista Rumeno per la realizzazione di una federazione balcanica socialista, un progetto abbandonato in seguito al conflitto tra Stalin e Tito.

## Organizzazione

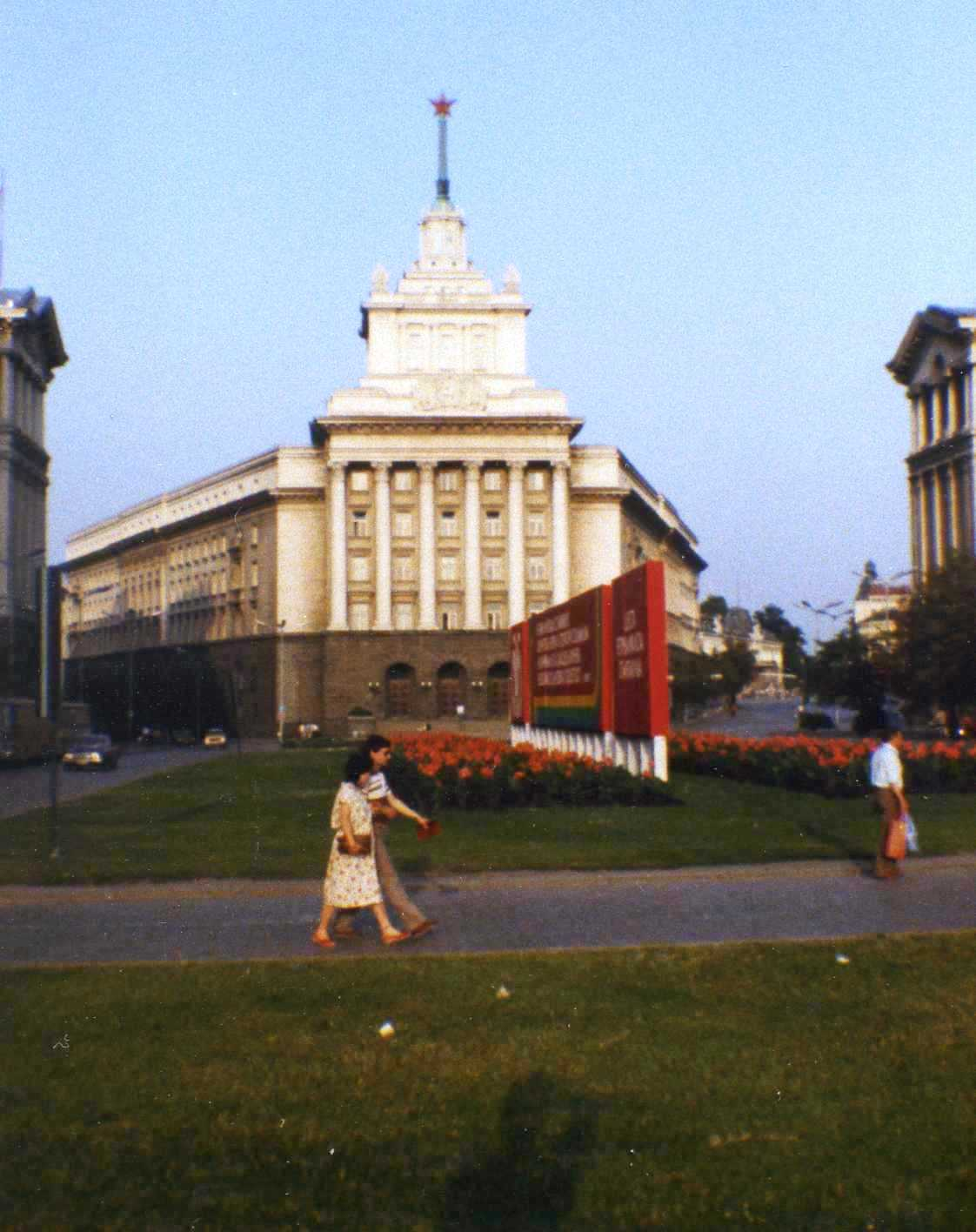
Sede del PCB nel 1984, oggi ufficio amministrativo dell'Assemblea Nazionale.

Similmente al PCUS e agli altri partiti comunisti del blocco orientale, il PCB era formato da:
- Congresso del Partito, l'organo decisionale supremo[34][35]
- Comitato centrale, l'organo principale inter-congressuale che nominava l'Ufficio politico ed eleggeva il Segretario Generale (fino al 1981 Primo Segretario del Comitato Centrale)[34][35]
- Ufficio politico, o Politburo, rimosso negli anni cinquanta durante la destalinizzazione e ripristinato nel 1981.[35]
- Comitati locali per ogni suddivisione amministrativa della Repubblica Popolare Bulgara (circa 2 900 nel 1987) e all'interno delle aziende statali.[34][35]
- Organizzazioni municipali, poste sotto la supervisione di organi cittadini, provinciali e nazionali, nonché sezioni di partito all'interno di aziende e fabbriche.[35] Dopo le dimissioni di Živkov, furono rimosse tutte le cellule del PCB presenti in tutti gli uffici statali, negli organi giudiziari, educativi e sanitari nonché in enti non governativi, per evitare di far saltare i colloqui con l'Unione delle Forze Democratiche in vista delle riforme politiche del 1990.[35]

Il Partito aveva anche due organizzazioni giovanili: l'Unione giovanile dei lavoratori (in bulgaro Работнически младежки съюз?, Rabotničeski mladežki sǎjuz) e l'Unione dei giovani comunisti di Dimitrov (in bulgaro Димитровски комунистически младежки съюз?, Dimitrovski komunističeski mladežki sǎjuz).

### Leader
| Ritratto | Ritratto | Nome             | Inizio incarico | Fine incarico |
| --- | -------- | ---------------- | --------------- | ------------- |
| Partito Socialdemocratico dei Lavoratori Bulgari (tesniki) Българска работническа социалдемократическа партия (тесники) |          |                  |                 |               |
| |          | Dimităr Blagoev  | 1903            | 1919          |
| Partito Comunista Bulgaro (tesniki) Българска Комунистическа Партия (тесники)                                           |          |                  |                 |               |
| |          | Dimităr Blagoev  | 1919            | 1924          |
| |          | Vasil Kolarov    | 1924            | 1933          |
| |          | Georgi Dimitrov  | 1933            | 1938          |
| Partito dei Lavoratori Bulgari Работническа партия                                                                      |          |                  |                 |               |
| |          | Georgi Dimitrov  | 1938            | 1948          |
| Partito Comunista Bulgaro Българска Комунистическа Партия                                                               |          |                  |                 |               |
| |          | Georgi Dimitrov  | 1948            | 1949          |
| |          | Vălko Červenkov  | 1949            | 1954          |
| |          | Todor Živkov     | 1954            | 1989          |
| |          | Petăr Mladenov   | 1989            | 1990          |
| | -        | Aleksandăr Lilov | 1990            | 1990          |

## Coalizione
Il partner principale del Partito comunista bulgaro era l'Unione Nazionale Agraria Bulgara ed insieme facevano parte del Fronte patriottico tra il 1948 e il 1990. Nel 1971, la coalizione fu garantita dalla Costituzione di Živkov in base all'articolo 1, paragrafo 3.

## Stampa
Il primo giornale di carattere socialista pubblicato in Bulgaria è stato il Rabotnik, il cui primo numero fu pubblicato a Veliko Tărnovo il 1º novembre 1892. Il giornale rese pubblico l'istituzione del Partito Socialdemocratico Bulgaro. In seguito, il Rabotnik venne sostituito е affiancato da altri giornali e riviste.
- Rabotničeski vestnik (in bulgaro Работнически вестник?), tra il 1897 e il 1937[34]
- Rabotničesko delo (in bulgaro Работническо дело?), testata ufficiale del partito tra il 1927 e il 1990, anno in cui venne rinominato Duma (in bulgaro Дума?)[42]
- Novo vreme (in bulgaro Ново време?), rivista teorica edita dal Comitato centrale.[34][43]
- Partiten život (in bulgaro Партиен живот?)[34]
- Političeska prosveta (in bulgaro Политическа просвета?)[34]